# Sonni Ali Ber
Pour l’article ayant un titre homophone, voir Soni Ali Ber.
 (août 2018).
Si vous disposez d'ouvrages ou d'articles de référence ou si vous connaissez des sites web de qualité traitant du thème abordé ici, merci de compléter l'article en donnant les références utiles à sa vérifiabilité et en les liant à la section « Notes et références ».
Sonni ou Sy (« Le Sauveur ») Ali Ber (1464-1492), dit « Ali Le Grand » fut probablement le plus grand héros des légendes de l'Empire songhaï.

## Biographie
Brillant stratège, il aurait mené 32 guerres en 26 ans et les aurait remportées toutes. Il aurait réformé ses forces armées, bâti une force professionnelle divisée en cavalerie et infanterie. Le leader de l'empire Songhaï commandait une armée composée de 30 000 fantassins et de 10 000 cavaliers. Cette force militaire impressionnante lui a permis d'étendre et de consolider l'empire Songhaï de manière stratégique.
Une large part de la cavalerie était constituée de nobles, mais même les esclaves et les captifs y étaient acceptés. Il aurait créé le poste de hi-koï (commandant en chef) pour la marine, qui compta plus de quatre cents bateaux menés par des équipages de pêcheurs sorkos. Ceux-ci furent la pièce maîtresse de ses succès le long du fleuve Niger, en étant capables de transporter rapidement des troupes sur des milliers de kilomètres de voies navigables.
Sa mère aurait été originaire de la ville de Fara où le peuple observait un islam mâtiné d’animisme. Les chefs religieux étaient les devins et les sorciers des religions traditionnelles du Songhaï mais, étant un prince soudanais, Ali Ber se devait d’être musulman et versait son obole aux mosquées de Gao. Il entama son règne en 1464 (impossible par rapport à sa date de naissance, qui doit être bien antérieure, mais correspond à la durée de son règne donnée pour 27 ans et 4 mois dans "traditions des Songhay de Tera", éditions Karthala)  en défaisant les tribus des Dogons et Peuls, rivales du Songhaï, puis dispersa pour de bon les pilleurs mossis. Le 20 janvier 1468, Ali Ber prit le contrôle de la cité de Tombouctou qui fut incendiée et fit du royaume de Gao un empire. Les Touaregs furent expulsés ou réduits en vassalité. Grâce aux Sorkos, Sonni Ali Ber fondit rapidement sur les cités d'Oualata et de Djenné, qui venaient de gagner leur indépendance sur le Mali. Située à 400 km au sud-ouest de Tombouctou, Djenné fut assaillie par une armée songhaï amenée par plusieurs centaines de bateaux, mais le siège prit cependant plusieurs années. Quand Djenné fut prise, Sonni Ali Ber épousa la reine mère de la cité et la rattacha à son empire, regroupant ainsi sous une seule autorité les trois grandes cités commerciales de l'Ouest africain. Il n'hésita pas à réduire en esclavage les vaincus, même s'ils étaient musulmans.
Sonni Ali et l'askiya Muhammad ont poursuivi la construction du grand canal qui longe le Niger. Parallèlement, l'ascension d'al-Manṣūr au Maroc a coïncidé avec une période de grands travaux publics, bien que ceux-ci aient été de courte durée. Au fil du temps, les traditions architecturales du Sahel et du monde islamique se sont de plus en plus propagées vers le sud, notamment le style architectural soudanais, dont les mosquées de Sankoré et de Djenné sont devenues des modèles à partir du XVIe siècle.
Le souverain de l'Empire Songhaï a instauré des systèmes d'irrigation sophistiqués pour optimiser la productivité agricole. L'objectif de cette initiative était de garantir un approvisionnement alimentaire constant, crucial pour maintenir l'unité et la stabilité de l'empire. En mettant l'accent sur l'agriculture, il a réussi à réduire la dépendance vis-à-vis des importations alimentaires, renforçant ainsi l'autonomie économique de l'empire.
Sonni Ali a considérablement amélioré la sécurité le long des routes commerciales reliant des villes stratégiques telles que Tombouctou et Djenné. Cette amélioration a facilité une circulation accrue des biens, notamment l’or et le sel, qui étaient des produits essentiels de l’économie songhaïenne. Grâce à la conquête et à l'intégration de villes commerciales importantes, il a pu garantir une gestion centralisée et efficace des échanges économiques.
L'Empire parvenu à son apogée, Sonni Ali Ber décéda sur le chemin de retour d'une énième campagne victorieuse, une expédition contre les Dogons (falaise de Bandiagara) et le royaume de Gourma en novembre 1492. Son fils Sonni Baro ne règne que quelques mois, car un des lieutenants d’Ali âgé de 50 ans et aussi neveu de Sonni Ali Ber, Mohammed Touré, se dresse contre lui. Les troupes des deux hommes se rencontrent à Ankoo, près de Gao, en avril 1492. Les rebelles de Mohamed Touré sont vainqueurs et Sonni Baro doit se réfugier à Ayorou, au sud-est du Songhaï, où il mourra sans avoir pu reconquérir son trône.